# Krizsó Szilvia
Krizsó Szilvia (Budapest, IV. kerület, 1971. január 8. –) magyar újságíró, riporter, televíziós műsorvezető.

## Pályafutása
Eredetileg színésznő szeretett volna lenni, de a Kereskedelmi és Vendéglátóipari Főiskolán és a Budapesti Közgazdaságtudományi Egyetem pénzügy szakán szerzett diplomát. Ezután banki tisztviselőként helyezkedett el. Egy barátja révén eljutott Kertész Zsuzsa egyik tanfolyamára, aki 1998-ban benevezte a Magyar Televízió (MTV) Riporter kerestetik! versenyére. A vetélkedőt megnyerte, és 28 évesen pályát változtatott. Közel 1 évig a Nap-kelténél dolgozott, gazdasági és rendőrségi hírekkel foglalkozott. 10 hónap után a Duna Televízió „Napóra” című műsorába ment át felelős szerkesztő-műsorvezetőnek. 1 év múlva az „Indul a nap”-ba került. 2002-ben Betlen János és Vitézy László áthívta az MTV „Aktuális” című műsorába műsorvezetőnek Betlen és Baló György mellé. A műsor megszűnte után „Az Este” című hírmagazint vezette, amely 2004-ben Joseph Pulitzer-emlékdíjat kapott. 2009 februárjától átvette Baló Györgytől „A szólás szabadsága” című, az M1-en futó vasárnap esti heti közéleti magazinműsor vezetését. „A szólás szabadsága” megszüntetése után, 2010 augusztusától a „Ma reggel”-hez került, ám 2011. október 1-jével eltávolították a műsorból. 2012 novemberétől „Libikóka” címmel havi rendszerességgel talk-show-t vezetett a Radnóti Miklós Színházban. 2013. március 31-én közös megegyezéssel távozott az MTV-től.

## Egyéb tevékenysége
2007 óta a Vodafone Magyarország Alapítványának kuratóriumi tagja.

## Díjai

### 2000,2001
- Duna TV Elnöki nívódíja

### 2004
- Story értékdíj
- Az év műsorvezetője - Magyar Televízió (Szerkesztőségi Pulitzer-díj)

### 2005
- Az év műsorvezetője - Magyar Televízió
- Prima díj
- Bossányi Katalin-díj
- Kamera Hungária Fesztiváldíj - „Legjobb interjú, stúdióbeszélgetés” kategóriában

Beszélgetés Orbán Viktorral - Magyar Televízió - Az Este

### 2007
- Az év legjobb női közszereplője - Nők a Médiában Egyesület

### 2009
- Joseph Pulitzer-emlékdíj

### 2010
- Déri János-díj

## Műsorai
- Európa választ 2009
- Négy évszak - Tavasz
- TudósShow
- Az alkotás folyamata (2001)
- Hárman a tavaszi dombról - Tel Aviv (2001)
- A Nagy Könyv
- A szólás szabadsága
- Az Este
- Halhatatlanok Társulata
- Író határok nélkül
- Prima Primissima 2008

## Művei
- A Kaláka (első) 40 éve; interjúk Krizsó Szilvia, összekötő szövegek Lettner Krisztina; Cartaphilus, Bp., 2010 + DVD
- Krizsó. 10 bizalmas beszélgetés; Kossuth, Bp., 2015

## Családi háttere
Férje Faragó Attila. Egy gyermekük van, Luca.

## Külső hivatkozások
- Bemutatjuk Krizsó Szilviát – Interjú a vitalitas.hu-n
- Sztárlexikon
- Krizsó Szilvia a PORT.hu-n (magyarul)
- Műsorvezető adatbázis